# 정유 (1503년)
정유(鄭裕, 1503년 ~ 1566년)는 조선 중기의 문신이다. 본관은 온양. 자는 공작(公綽), 호는 양진당(養眞堂)이다.

## 생애
충북출신으로 통진현감(通津縣監) 정수강(鄭壽綱)의 아들로 태어났다. 1537년 식년문과(式年文科)에 병과로 급제한 뒤, 1538년 탁영시(擢英試)에 병과로 발탁되었다. 1546년 사인(舍人)을 하였으며, 춘추관의 기사관(記事官)으로 천거되어 《중종실록》 및 《인종실록》 편찬에 참여하였다. 1549년 사간원의 사간(司諫)·의정부의 검상(檢詳)·대호군(大護軍)을 거쳐, 1551년 홍문관의 교리(校理)가 되어 강원도에 암행어사로 나갔다.
그 뒤 부응교(副應敎)·전한(典翰)·직제학(直提學)·부제학(副提學)을 역임하였으며, 1554년 사간원의 대사간에 오른 뒤 동지사(冬至使)에 임명되어 사신으로 명나라에 가기도 하였다.
1555년 사헌부의 대사헌으로 승진했으며, 이후 한성부의 우윤·황해도 관찰사를 지낸 뒤 병을 얻어 관직을 사임하였다. 1566년 졸하였다.

## 사후
좌찬성·판의금부사로 증직되었다. 정유의 묘소는 경기도 수원시 영통구 하동에 위치해 있다.